# Лучанка (Дамбовица)
Лучанка (рум. Lucianca) насеље је у Румунији у округу Дамбовица у општини Бутиману. Oпштина се налази на надморској висини од 124 m.

## Становништво
Према подацима из 2002. године у насељу је живело 304 становника, од којих су сви румунске националности.